# João Matias
João Carlos Araújo Matias (Barcelos, distrito de Braga, 26 de maio de 1991) é um ciclista português, profissional desde 2017. É licenciado em Ciências do Desporto pela Universidade de Trás-os-Montes e Alto Douro, Portugal. Atualmente alinha na Vito-Feirense-BlackJack. Participa em competições sobre estrada e sobre pista.

## Biografia
Para a época de 206, João Matias volta nas faixas amadoras ao seio da formação galega Súper Froiz.
Ele tornou-se corredor profissional em 2017 integrando o efectivo da equipa continental LA Alumínios-Metalusa-BlackJack. Ao mês de janeiro, resulta campeão de Portugal de corrida de scratch sobre a pista do Velódromo Nacional de Sangalhos. Apresenta-se depois à saída da Volta ao Algarve, a sua primeira carreira de estrada do ano. Mostra-se ao ataque da carreira em que se protagoniza numa fuga matinal a duas recuperações. Começando em Abril, termina décimo terceiro da Volta à La Rioja. Durando o verão, distingue-se sobre duas etapas do Troféu Joaquim-Agostinho (2.º e 8.º) e termina oitavo no Campeonato de Portugal de Ciclismo Contrarrelógio.

## Palmarés sobre pista

### Campeonatos do mundo
- Hong Kong de 2017
  - 19.º da carreira aos pontos[6]
  - 20.º do scratch[7]
- Apeldoorn de 2018
  - 14.º da carreira aos pontos[8]
- Pruszków de 2019
  - 17.º do omnium

### Campeonatos nacionais
- 2017
  -  Campeão de Portugal do scratch
- 2018
  -  Campeão de Portugal de perseguição

## Palmarés sobre estrada
- 2017
  - Circuito de Bombarral
  - Circuito de Malveira
- 2018
  - 5.º etapa da Grande Prêmio de Portugal N2